# Desa Jatimakmur
Desa Jatimakmur är en administrativ by i Indonesien.   Den ligger i provinsen Jawa Barat, i den västra delen av landet. Huvudstaden Jakarta ligger i Desa Jatimakmur.